# Barberousse (film, 1965)
Pour les articles homonymes, voir Barberousse.
Pour plus de détails, voir Fiche technique et Distribution.
Barberousse (赤ひげ, Akahige), parfois intitulé Barbe rouge, est un film japonais réalisé par Akira Kurosawa, sorti en 1965 et mettant en vedette Toshirō Mifune dans le rôle-titre.
Se déroulant au début du XIXe siècle sous l'ère Edo, il raconte l’histoire de Noboru Yasumoto, un jeune médecin ambitieux fraîchement diplômé, envoyé contre son gré dans une clinique rurale dirigée par Kyojō Niide, surnommé « Barberousse », un médecin austère et respecté. D'abord réticent à travailler sous l'autorité de Niide, Yasumoto découvre peu à peu la sagesse et l'humanité de cet homme dévoué à ses patients, et il est transformé par son expérience auprès des pauvres et des malades.
Le film se concentre sur la relation maître-élève entre Barberousse et Yasumoto, tout en explorant des thèmes comme la compassion, la justice sociale, et la lutte contre l'injustice et la pauvreté. Grâce à une série de vignettes montrant les patients et leurs souffrances, Kurosawa dresse un portrait émouvant de la condition humaine, où chaque personnage incarne un aspect des luttes sociales et morales de l'époque.
Barberousse marque la dernière collaboration entre Kurosawa et Mifune, après une série de films emblématiques. Considéré comme l'un des chefs-d'œuvre humanistes de Kurosawa, le film allie une mise en scène magistrale à une exploration profonde des valeurs morales. Il a été acclamé pour sa narration subtile, ses performances d'acteurs et sa réflexion sur le rôle de la médecine et de l'empathie dans une société en proie à l'injustice sociale.

## Synopsis
L'histoire se passe à Koishikawa, quartier d'Edo, au dispensaire pour indigents et centre de formation de Koishikawa Yojosho (en), au XIXe siècle, soit environ un siècle après la fondation de cet établissement public, qui eut lieu en 1722. Le jeune docteur Noboru Yasumoto (Yūzō Kayama), a étudié dans une école de médecine hollandaise à Nagasaki, grâce à une recommandation du médecin du shogun, ami de son père. De retour, et à la demande de son père, il visite le dispensaire dirigé par le docteur Kyojō Niide (Toshirō Mifune), surnommé Barberousse (赤ひげ, Akahige), à cause de sa barbe vaguement roussâtre. Le docteur Niide est décrit par un de ses assistants comme un homme très strict, plus sévère encore avec ses assistants qu'avec ses patients. La visite s'avère en fait être une affectation, bien loin des espérances de Yasumoto qui ne comprend ce qui lui arrive alors qu'il se voyait déjà devenir médecin du shogunat. De plus, le directeur ne semble avoir d'intérêt que pour les livres de médecine de Yasumoto. Celui-ci décide alors de se rebeller en refusant de travailler et en bravant tous les interdits, dans l'espoir d'être renvoyé.
À travers les cas de malades qui sont autant de victimes de la misère sociale et humaine, et qui vont fortement le marquer, le médecin fraîchement diplômé va découvrir progressivement la véritable nature de Barberousse, un homme plein de compassion et totalement dévoué à ses patients, pour qui la lutte contre la misère et l'ignorance est l'arme la plus efficace pour combattre les maladies. Commence alors pour Yasumoto une profonde remise en question sur ses aspirations et sa responsabilité de médecin.

## Fiche technique
- Titre : Barberousse
- Titre original : 赤ひげ (Akahige?)
- Titre anglais : Red Beard
- Réalisation : Akira Kurosawa

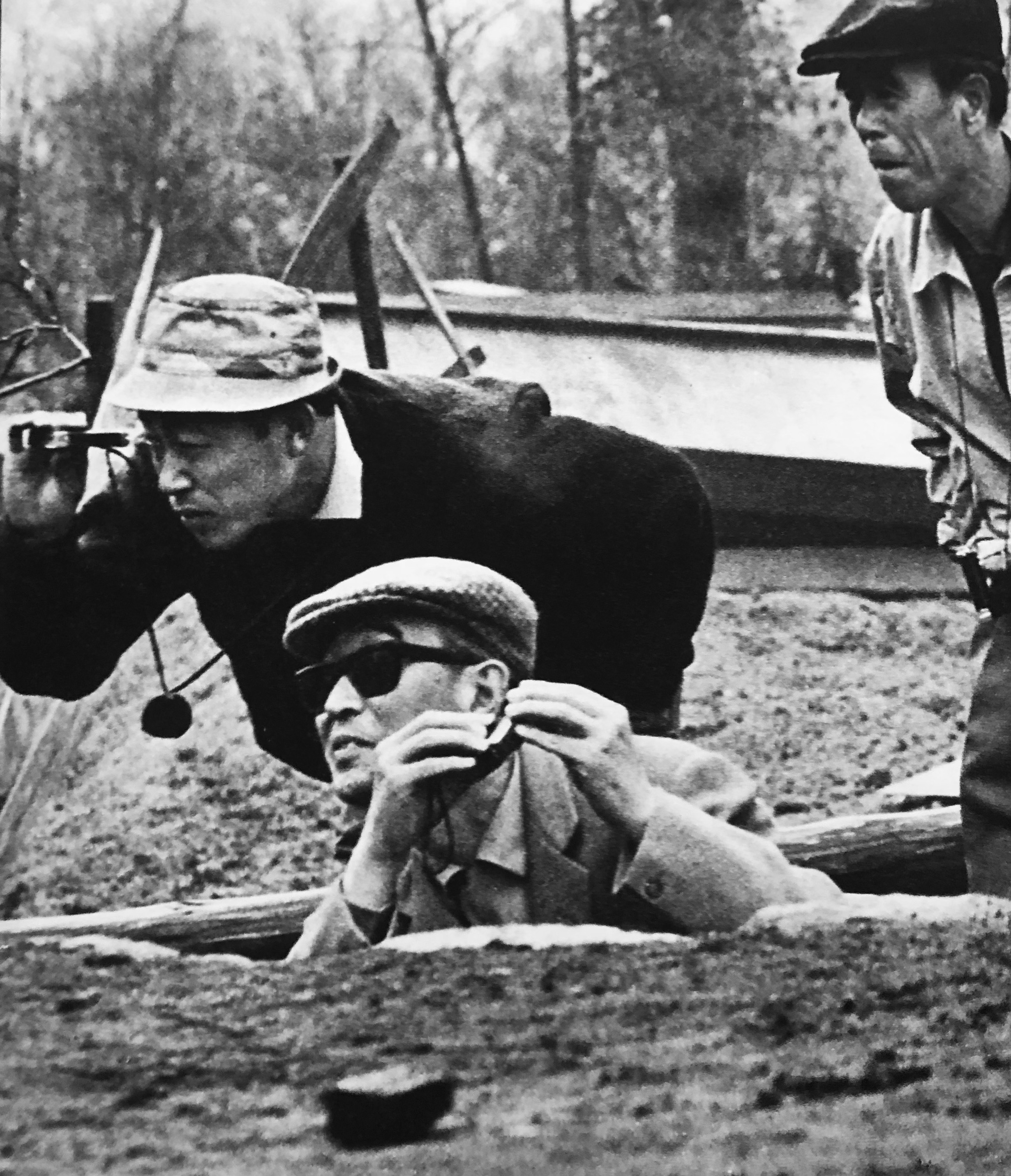
Asakazu Nakai et Akira Kurosawa sur le tournage du film.

- Scénario : Masato Ide, Ryūzō Kikushima, Akira Kurosawa, Hideo Oguni adapté du roman Akahige shinryotan de Shūgorō Yamamoto
- Photographie : Asakazu Nakai, Takao Saitō
- Son : Shin Watarai
- Décor : Yoshirō Muraki
- Musique : Masaru Satō
- Montage : Reiko Kaneko
- Production : Ryūzō Kikushima, Tomoyuki Tanaka
- Société de production : Tōhō, Kurosawa Productions
- Pays d'origine :  Japon
- Langue originale : japonais
- Format : noir et blanc - 2,35:1 (Tohoscope) - Son : Perspecta Stereo - 35 mm
- Genre : drame
- Durée : 185 minutes[2] (métrage : 14 bobines - 5 069 m[2])
- Dates de sortie :
  - Japon : 4 mars 1965 (première) - 3 avril 1965 (sortie en salles)[2]
  - Italie : août 1965 (Mostra de Venise)[3]
  - France : 4 janvier 1978[4]

## Distribution
Par ordre d'apparition :
- Yūzō Kayama : Dr Noboru Yasumoto (保本 登, Yasumoto Noboru?), le nouveau médecin interne
- Tatsuyoshi Ehara (ja) : Dr Genzo Tsugawa (津川 玄三, Tsugawa Genzo?), le médecin interne remplacé
- Bokuzen Hidari : premier patient
- Tsutomu Yamazaki : Sahachi (佐八?), le réparateur de roues
- Toshirō Mifune : Dr Kyojō Niide (新出 去定, Niide Kyojō?), aussi appelé Barberousse (Akahige)
- Reiko Dan : Osugi (お杉?), la garde malade privée
- Kyōko Kagawa : la "mante religieuse", une femme internée qui tue les hommes après les avoir séduits
- Yoshio Tsuchiya : Dr Handayu Mori (森 半太夫, Mori Handayu?), médecin interne
- Yōko Naitō (ja) : Masae Amano, la sœur cadette, fille du Dr Amano
- Kamatari Fujiwara : Makie Rokusuke, le vieux mourant
- Akemi Negishi : Okuni (おくに?), fille de Rokusuke
- Eijirō Tōno : Goheiji, le gérant des logements
- Kōji Mitsui : Heikichi, un locataire voisin de Sahachi
- Miyuki Kuwano : Onaka (おなか?), la femme de Sahachi
- Chiba Nobuo : le seigneur Ichi Mamoru Matsudaira
- Takashi Shimura : Tokubei Izumiya, un riche malade
- Haruko Sugimura : Kin, la patronne du bordel
- Terumi Niki : Otoyo (おとよ?), la jeune fille du bordel
- Kinuyo Tanaka : Madame Yasumoto, la mère de Noboru
- Yoshitaka Zushi : Choji (長次?), Chobo, aussi appelé petit-rat, le petit voleur
- Kin Sugai : mère de Chobo
- Chishū Ryū : Dr Yasumoto, médecin de quartier, père de Noboru
- Ken Mitsuda : Dr Genpaku Amano, médecin personnel du shogun
- Yōko Fujiyama (ja) : Chigusa Amano, la sœur aînée, fille du Dr Amano

## Production

### Écriture
Après avoir terminé Entre le ciel et l'enfer (1963), Akira Kurosawa découvre par hasard le roman de 1959 de Shūgorō Yamamoto, Akahige Shinryōtan ([Le dispensaire de] Barberousse). Bien qu'il pense initialement que cela ferait un bon scénario pour le réalisateur Hiromichi Horikawa, Kurosawa devient si intéressé par le projet qu'il sait qu'il devra le réaliser lui-même. Il termine l'écriture du scénario en juillet 1963, qu'il co-écrit avec les scénaristes Masato Ide, Hideo Oguni, et Ryūzō Kikushima. Il note que le scénario est très différent du livre, mentionnant spécifiquement que le personnage principal de la jeune fille n'est pas dans le roman de Yamamoto : Otoyo, la jeune fille sauvée d'une maison close (Terumi Niki) dans le film). Avec ce personnage, il essaie de montrer ce que Fiodor Dostoïevski montre avec le personnage de Nellie dans Humiliés et Offensés. Le film considère la question de l'injustice sociale et parcourt deux des sujets favoris de Kurosawa : l'humanisme existentiel et l'existentialisme.
Yamamoto, au fil des ans, devient « l'écrivain de prédilection du cinéaste » Akira Kurosawa, inspirant à ce dernier non moins de trois films. Le roman Barberousse est généralement considéré comme sa création la plus achevée. L'écrivain dira cependant que le long-métrage est meilleur que le livre.

### Tournage

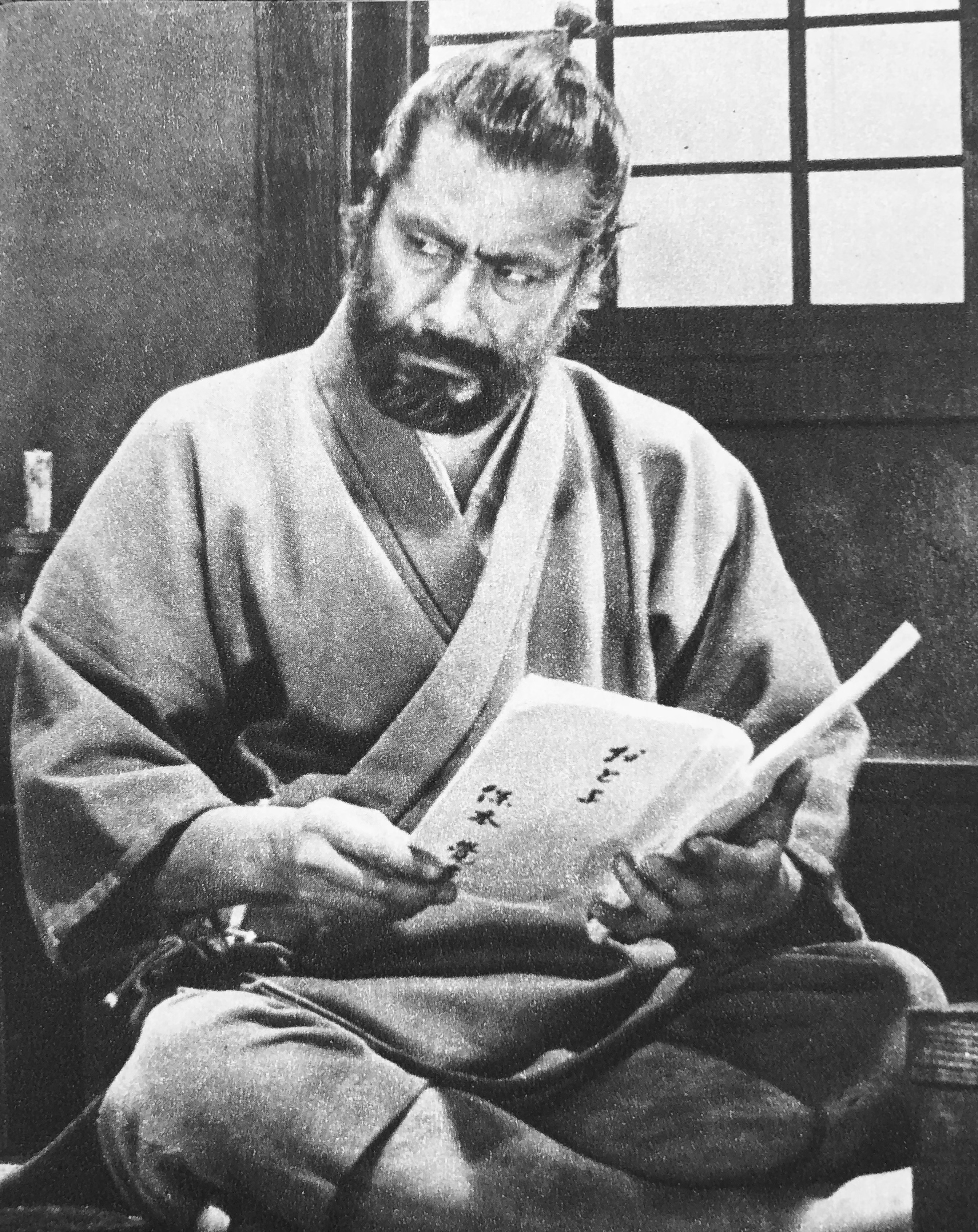
Toshirō Mifune dans le rôle de Barberousse.

Le tournage principal commence le 21 décembre 1963, et se termine deux ans plus tard,. Kurosawa tombe malade deux fois pendant le tournage, tandis que les acteurs Toshirō Mifune et Yūzō Kayama tombent malades une fois chacun.
Barberousse est le dernier des seize films pour lesquels Akira Kurosawa travaille avec Toshirō Mifune. Plusieurs raisons sont évoquées pour expliquer la rupture entre le réalisateur et son acteur fétiche. Des désaccords seraient apparus lors du tournage sur l'interprétation de Barberousse, Kurosawa souhaitant donner l'image d'un médecin-sage, tandis que Mifune propose un personnage plus dans l'action, parfois violent. Des problèmes financiers concernant Mifune et sa société de production, liés à l'impossibilité pour l'acteur de se consacrer à d'autres projets durant les deux ans de tournage (puisqu'il est obligé de garder sa barbe pour le rôle de Barberousse), seraient également à l'origine de tensions entre les deux hommes.
Le décor est conçu pour être aussi réaliste et historiquement précis que possible. L'historien du cinéma Donald Richie écrit que le décor principal est une ville entière avec des ruelles et des rues secondaires, dont certaines ne sont même jamais filmées. Les matériaux utilisés sont réellement aussi vieux qu'ils sont censés l'être, avec les toits en tuiles provenant de bâtiments de plus d'un siècle et tout le bois provenant des plus vieilles fermes disponibles. Les costumes et les accessoires sont « vieillis » pendant des mois avant d'être utilisés ; la literie (fabriquée selon des motifs de l'époque Tokugawa) est réellement utilisée pendant six mois avant le tournage. Le bois utilisé pour la porte principale a plus de cent ans, et après le tournage, il est réinstallé à l'entrée du cinéma qui accueille la première de Barberousse.
Richie écrit qu'on pourrait dire que Kurosawa « gaspille complètement son décor d'un million de yens », car la rue principale n'est vue que pendant une minute (bien que sa destruction soit incorporée dans la scène du tremblement de terre). De même, les scènes avec les ponts et celles dans la rizière complexe sont également assez brèves. Cependant, des compagnies de bus touristiques organisent des visites du décor pendant les deux années qu'il faut pour réaliser Barberousse.
Il s'agit du dernier film de Kurosawa en noir et blanc, et de son tournage le plus long jamais effectué (une année après 5 mois de pré-production)
Selon le commentaire audio de Stephen Prince sur le DVD de The Criterion Collection de 2002, le film est tourné en format 2.35:1, et est le premier film de Kurosawa à utiliser une piste sonore stéréo magnétique à 4 pistes.

## Sortie
La Tōhō a initialement prévu de sortir Barberousse pendant la saison des vacances du Nouvel An, mais il est retardé, obligeant le producteur Tomoyuki Tanaka à produire Ghidrah, le monstre à trois têtes à la place. Le film est finalement présenté en avant-première au Japon le 3 avril 1965, et sort dans tout le pays le 24 avril 1965. Il rapporte 400 millions ¥, dont 361,59 millions ¥ en recettes de distributeur, ce qui en fait l'un des plus grands succès de l'année 1965. Toho International (en) distribue le film dans les cinémas aux États-Unis avec des sous-titres en anglais en janvier 1966, et il est ré-exploité par Frank Lee International en décembre 1968. En 1978, le film sort en salles en France et attire 200 402 spectateurs pendant son exploitation en salles. Il est projeté à la Mostra de Venise 2015.
En 1992, le film sort aux États-Unis sur LaserDisc par The Criterion Collection, et sur VHS par Media Home Entertainment (en). The Criterion Collection sort le film sur DVD aux États-Unis le 16 juillet 2002. La Tōhō sort le film sur DVD au Japon le 21 novembre 2002 et le réédite le 18 février 2015. En 2003, le British Film Institute sort Barberousse sur un DVD Zone 2, avec des sous-titres en anglais. Leur copie est accompagnée de notes de pochette détaillées. En 2014, Madman Entertainment distribue le film sur DVD en Région 4.

## Accueil

### Critique
Sur l'agrégateur de critiques Rotten Tomatoes, 75 % des 16 critiques sont positives, avec une note moyenne de 7,50/10. Le film a une note de 4.2/5 sur Eiga.com, basée sur 41 critiques, avec 56% des critiques lui attribuant un 5/5.
Le film est accueilli par des critiques très positives au Japon, beaucoup le considérant comme l'un des meilleurs films de Kurosawa, et il remporte le prix du meilleur film de l'année décerné par le magazine de cinéma japonais Kinema Junpō. Cependant, le film reçoit une réponse mitigée des audiences occidentales ; bien qu'il soit un succès au box-office au Japon, il ne marche pas bien commercialement à l'étranger.
Roger Ebert donne au film quatre étoiles dans une critique datée du 26 décembre 1969, écrivant « Barberousse d'Akira Kurosawa est assemblé avec la complexité et la profondeur d'un bon roman du 19ème siècle, et c'est un plaisir, à une époque de films stylistiquement fragmentés, de regarder un réalisateur prendre le temps de développer pleinement ses personnages. » Michael Sragow du New Yorker écrit « Ce film de 1965, la dernière collaboration d'Akira Kurosawa avec Toshirō Mifune, est souvent dénigré comme étant un feuilleton. Mais l'histoire d'un médecin bourru du XIXe siècle surnommé Barberousse (Mifune) et de son jeune médecin (Yūzō Kayama) qui apprend les valeurs médicales humaines auprès de lui - est en fait un chef-d'œuvre ».

### Distinctions
| Prix                                     | Année | Catégorie                                            | Récipiendaire(s) | Issue      | Références |
| ---------------------------------------- | ----- | ---------------------------------------------------- | ---------------- | ---------- | ---------- |
| Mostra de Venise                         | 1965  | Lion d'or                                            |                  | Nomination | [ 26 ]     |
| Mostra de Venise                         | 1965  | Coupe Volpi de la meilleure interprétation masculine | Toshirō Mifune   | Lauréat    | [ 30 ]     |
| Mostra de Venise                         | 1965  | Prix San Giorgio                                     |                  | Lauréat    | [ 26 ]     |
| Mostra de Venise                         | 1965  | Prix du Secrétariat International du Film Catholique |                  | Lauréat    | [ 26 ]     |
| Golden Globes                            | 1965  | Meilleur film en langue étrangère                    |                  | Nomination | [ 31 ]     |
| Festival international du film de Moscou | 1965  | Prix de l'Alliance des cinéastes soviétiques         |                  | Lauréat    | [ 26 ]     |
| Blue Ribbon Awards                       | 1965  | Meilleur film                                        |                  | Lauréat    | [ 32 ]     |
| Blue Ribbon Awards                       | 1965  | Meilleur acteur                                      | Toshirō Mifune   | Lauréat    | [ 32 ]     |
| Blue Ribbon Awards                       | 1965  | Meilleure actrice dans un second rôle                | Terumi Niki      | Lauréat    | [ 32 ]     |
| Fotogramas de Plata                      | 1967  | Prix de l'acteur de cinéma étranger                  | Toshirō Mifune   | Lauréat    | [ 26 ]     |
| Prix du film Mainichi                    | 1980  | Prix du cinéma japonais                              |                  | Lauréat    | [ 26 ]     |
| Prix du film Mainichi                    | 1980  | Prix du meilleur acteur                              | Toshirō Mifune   | Lauréat    | [ 26 ]     |
| Prix Kinema Junpō                        | 1980  | Prix du réalisateur japonais                         | Akira Kurosawa   | Lauréat    | [ 26 ]     |